# Erdal Eren
Erdal Eren (* in Şebinkarahisar, Giresun; † 13. Dezember 1980 in Ankara) war ein Mitglied der Revolutionären Kommunistischen Partei der Türkei, der in sehr jungem Alter gehängt wurde, nachdem er während einer Demonstration mit 24 anderen Personen in Polizeigewahrsam genommen und des Mordes an dem Soldaten Zekeriya Önge während der Demonstration beschuldigt worden war. Sein Tod machte ihn zu einer Symbolfigur der türkischen Linksextremisten für die Zeit des Militärputsches von 1980.

## Leben
Eren kam aus einfachen Verhältnissen. Sein Vater war Lehrer und die Familie hatte fünf Kinder. Sein offizielles Geburtsdatum lautete 25. September 1961. Eren besuchte eine Berufsfachschule in Ankara und war Mitglied der revolutionären Vereinigung Yurtsever Devrimci Gençlik Derneği. Eren nahm Anfang Februar 1980 in Ankara auf dem Höhepunkt der Auseinandersetzungen und politischen Morde am Vorabend des Militärputsches von 1980 an Protesten gegen den Tod eines Genossen durch die Hand des Personenschützers des Ministers Cengiz Gökçek teil. Es herrschte der Ausnahmezustand. Bei den Protesten kam es zu Schießereien mit den Sicherheitskräften. Eren floh in einen Garten und schoss auf herannahende Sicherheitskräfte. Der Soldat Zekeriya Önge wurde in den Rücken getroffen und starb. Eren wurde mit zwei Dutzend weiteren Personen am selben Tag festgenommen und vor Gericht gestellt. Nach vier Verhandlungstagen (am 13. und 20. Februar und am 5. und 17. März) wurde Eren anderthalb Monate später zum Tode verurteilt. Bei der Urteilsverkündung wurde Eren wegen seiner Zwischenrufe durch Soldaten der Jandarma verprügelt. Das Urteil wurde zweimal aufgehoben und zurückverwiesen. Nach letztinstanzlicher Bestätigung und Genehmigung durch den Nationalen Sicherheitsrat wurde Eren etwa zehn Monate nach der Tat durch den Strang hingerichtet. Savaş Ay besuchte ihn gemeinsam mit Emin Çölaşan in der Zelle und machte das letzte Foto von ihm, das Eren posthum eine gewisse Bekanntheit verlieh. Ay interviewte Eren, während Çölaşan kein Wort herausbrachte. Der Titel des Buches Çölaşans Önce İnsanım Sonra Gazeteci („Erst bin ich Mensch, dann Journalist“) erinnert an den Besuch in der Todeszelle. Denn direkt nach dem Besuch richtete er folgenden Satz an Ay: „Mein Sohn, vergiss nicht, erst sind wir Mensch, dann Journalist.“
Der Richter der Revisionsinstanz, der das Todesurteil zweimal aufhob, wies 28 Jahre nach dem Urteil auf mehrere Ungereimtheiten bei der Urteilsfindung hin. So sei das Opfer in den Rücken getroffen worden, Eren habe aber von vorn geschossen. Es sei auch nicht forensisch geklärt worden, ob die Kugel überhaupt aus Erens Waffe stammte. Ferner habe auch der Beweis für Vorsatz gefehlt. Nach Angaben des damaligen Anwalts Erens passte der Autopsiebefund nicht zum mutmaßlichen Hergang. Zekeriya Önge sei aus nächster Nähe erschossen worden, obwohl die Entfernung zwischen Eren und ihm 12,5 m betragen habe. Die Schussbahn sei der Position Erens entgegengesetzt gewesen. Putschist Kenan Evren kommentierte das Urteil mit dem danach bekannt gewordenen Ausspruch: „Wenn ich ihn erwischt habe, soll ich ihn dann vor Gericht stellen, und danach nicht hinrichten, sondern ihn lebenslang versorgen. Ich soll diesen Verräter, der eine Waffe gegen diese Soldaten zieht, die jahrelang ihr Blut für dieses Heimatland vergossen haben, ernähren. Würden Sie dem zustimmen?!“
Das Schicksal Erdal Erens inspirierte zahlreiche Künstler. Sezen Aksu besang ihn in ihrem Lied Son Bakış und Ahmet Kaya widmete ihm das Lied Yaşamadın Sen. Auch in Liedern von Teoman Yakupoğlu, Mor ve Ötesi und Grup Yorum kommt Eren vor. In einer Folge der Serie Hatırla Sevgili wird Erens Hinrichtung inszeniert, ebenso in dem Film Zincirbozan. Der preisgekrönte Dokumentarfilm Oğlunuz Erdal schildert das Schicksal Erens.